# Hofanlage Schüttdamm 36
Die Hofanlage Schüttdamm 36 am Moorkanal in der niedersächsischen Samtgemeinde Land Hadeln, Gemeinde Osten-Altendorf, im Landkreis Cuxhaven, stammt aus dem 18. und 19. Jahrhundert. Aktuell (2024) wird sie wohl als Wohnhaus genutzt.
Die Gebäude stehen unter Denkmalschutz (siehe auch Liste der Baudenkmale in Osten (Oste)).

## Geschichte und Beschreibung
Altendorf war eine Bauerschaft aus der zusammen mit Isensee um 1400 die Gemeinde Osten entstand. Die Hofanlage steht zwischen den Straßen Kranenweide und Schüttdamm. Ein etwa 2 km langer Erschließungsweg führt vom Schüttdamm, der im Zuge der Kultivierung als vor dem Moorwasser schützender Damm aufgeschüttet wurde, zum Hof.
Die Hofanlage in baumbestandener Einzellage auf einem Marschhufengrundstück auf einer Wurt besteht aus:
- dem eingeschossigen giebelständigen Wohn- und Wirtschaftsgebäude als Zweiständer-Hallenhaus in Fachwerk mit Steinausfachungen, mit reetgedecktem Satteldach und der Grooten Door mit neuerem geraden Abschluss. Das Innengerüst wurde um 1750 gebaut, der Fachwerkbau wohl um 1840. Mitte des 20. Jahrhunderts wurden die Wände teilweise massiv erneuert. Beide oberen Giebeldreiecke sind regionaltypisch senkrecht verbrettert. Eine jüngere Balkeninschrift befindet sich über dem Tor.[2]
- der eingeschossigen firstparallelen Scheune von 1840 als Zweiständerkonstruktion in Fachwerk mit Steinausfachungen, mit reetgedecktem Satteldach, zum Hof die Groote Door mit Korbbogen und die Verbretterung im oberen Giebeldreieck und am Südwestgiebel ein auskragender, auf Holzstützen ruhender Walm; auch hier soll das ältere Innengerüst aus dem 18. Jahrhundert stammen. Erneuerungen fanden Mitte des 20. Jahrhunderts statt.[3]

Das Landesdenkmalamt befand u. a.: „… Die Anlage weist die im Land Kehdingen übliche Parallelstellung von Wohn-/Wirtschaftsgebäude und Scheune auf.“